# Donda ornata
Donda ornata är en fjärilsart som beskrevs av Moore 1883. Donda ornata ingår i släktet Donda och familjen nattflyn. Inga underarter finns listade i Catalogue of Life.

## Bildgalleri

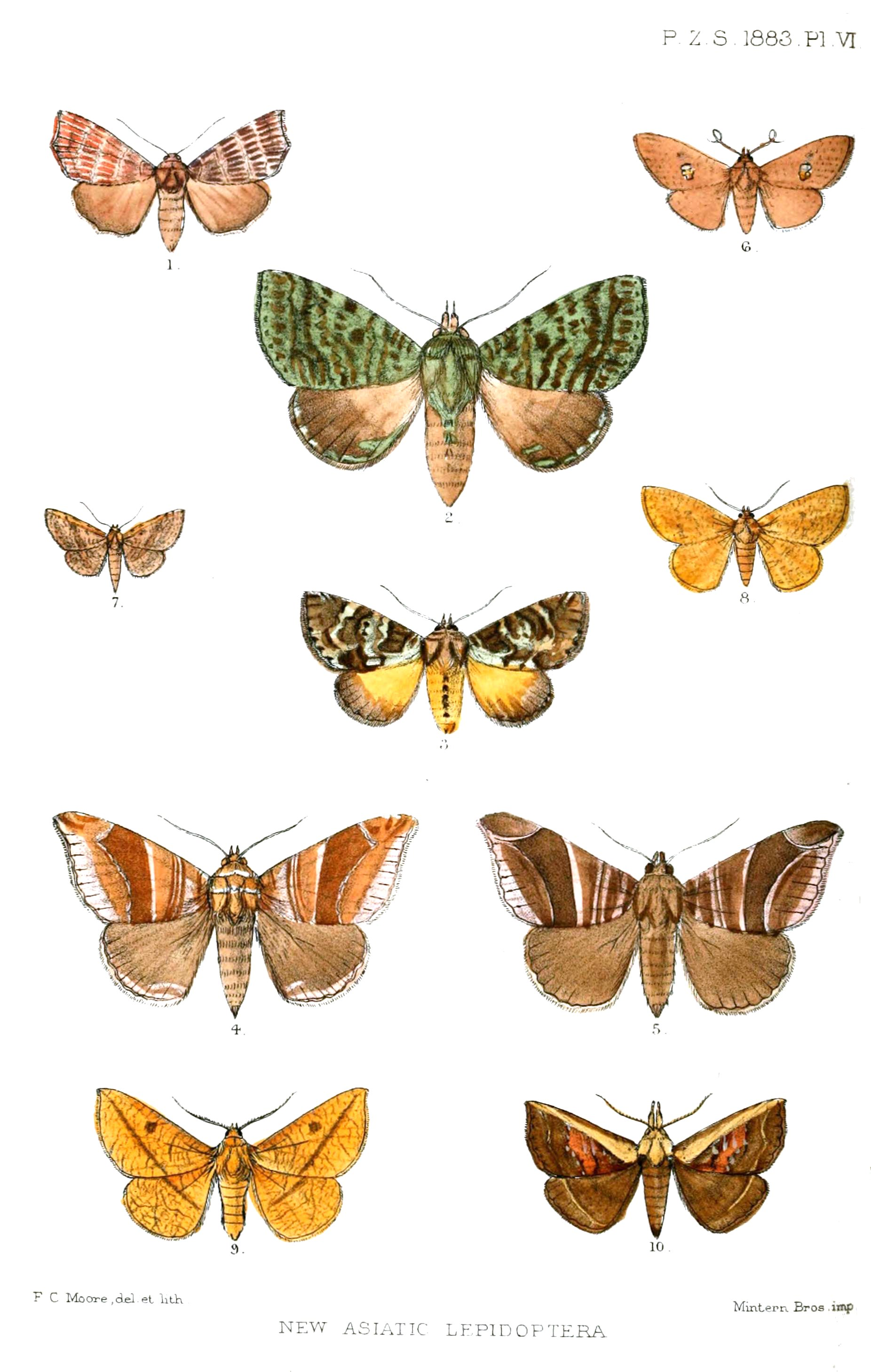